# Portogallo ai Giochi della XIV Olimpiade
Il Portogallo partecipò ai Giochi della XIV Olimpiade, svoltisi a Londra, dal 20 luglio al 14 agosto 1948,  
con una delegazione di 48 atleti impegnati in 8 discipline,
aggiudicandosi 1 medaglia d'argento e 1 medaglia di bronzo.

## Medagliere

### Per discipline
| Sport       | Oro | Argento | Bronzo | Totale |
| ----------- | --- | ------- | ------ | ------ |
| Vela        | 0   | 1       | 0      | 1      |
| Equitazione | 0   | 0       | 1      | 1      |
| Totale      | 0   | 1       | 1      | 2      |

### Medaglie
| Medaglia | Atleta                                                   | Sport       | Evento             |
| -------- | -------------------------------------------------------- | ----------- | ------------------ |
| Argento  | Duarte de Almeida Bello Fernando Pinto Coelho Bello      | Vela        | Swallow            |
| Bronzo   | Fernando Paes Francisco Valadas Júnior Luís Mena e Silva | Equitazione | Dressage a squadre |